# Luc Thimmesch
Luc Thimmesch (Lussemburgo, 20 settembre 1980) è un ex calciatore lussemburghese, di ruolo centrocampista.

## Carriera

### Club
Ha giocato nella massima serie lussemburghese con Grevenmacher ed Etzella Ettelbruck.
Conta anche 6 presenze nei turni preliminari delle coppe europee.

### Nazionale
Con la Nazionale lussemburghese ha giocato 4 partite dal 2003 al 2004.